# Weißbindengnu
Das Weißbindengnu (Connochaetes johnstoni) ist eine Antilope aus der Gattung der Gnus, die als Grasfresser in offenen Savannen und Baumsavannen im Süden Tansanias und im Nordosten von Sambia zu Hause ist. Es wird auch als Njassa-Gnu bezeichnet.

## Merkmale
Das Weißbindengnu hat ein hellgraues, leicht bräunlich getöntes Fell und ist deutlich heller gefärbt als das Streifengnu (Connochaetes taurinus). Die Hornspanne der Männchen ist sehr weit, die Hornspanne der Weibchen ist aber deutlich schmaler als beim Streifengnu. Die Hörner sind beim Weißbindengnu nicht so weit nach unten gebogen wie beim Streifengnu und bei einem auf einer ebenen Fläche liegenden Schädel haben die Hörner nie Kontakt zum Boden. Verglichen mit anderen Gnus ist der Schwanz relativ kurz. Weißbindengnus sind kaum vermessen worden. Ein vermessenes Exemplar hatte eine Schulterhöhe von 138 Zentimeter. Zwei in Sambia gewogene Männchen hatten ein Gewicht von 235 bzw. 241 kg, bei zwei gewogenen Weibchen lag das Gewicht bei 219 bzw. 224 kg. Namengebend für das Weißbindengnu ist ein weißes Band unterhalb der Augen quer über die Schnauze. Dieses Merkmal war beim Typusexemplar vorhanden, insgesamt zeigen es jedoch nur wenige Exemplare.

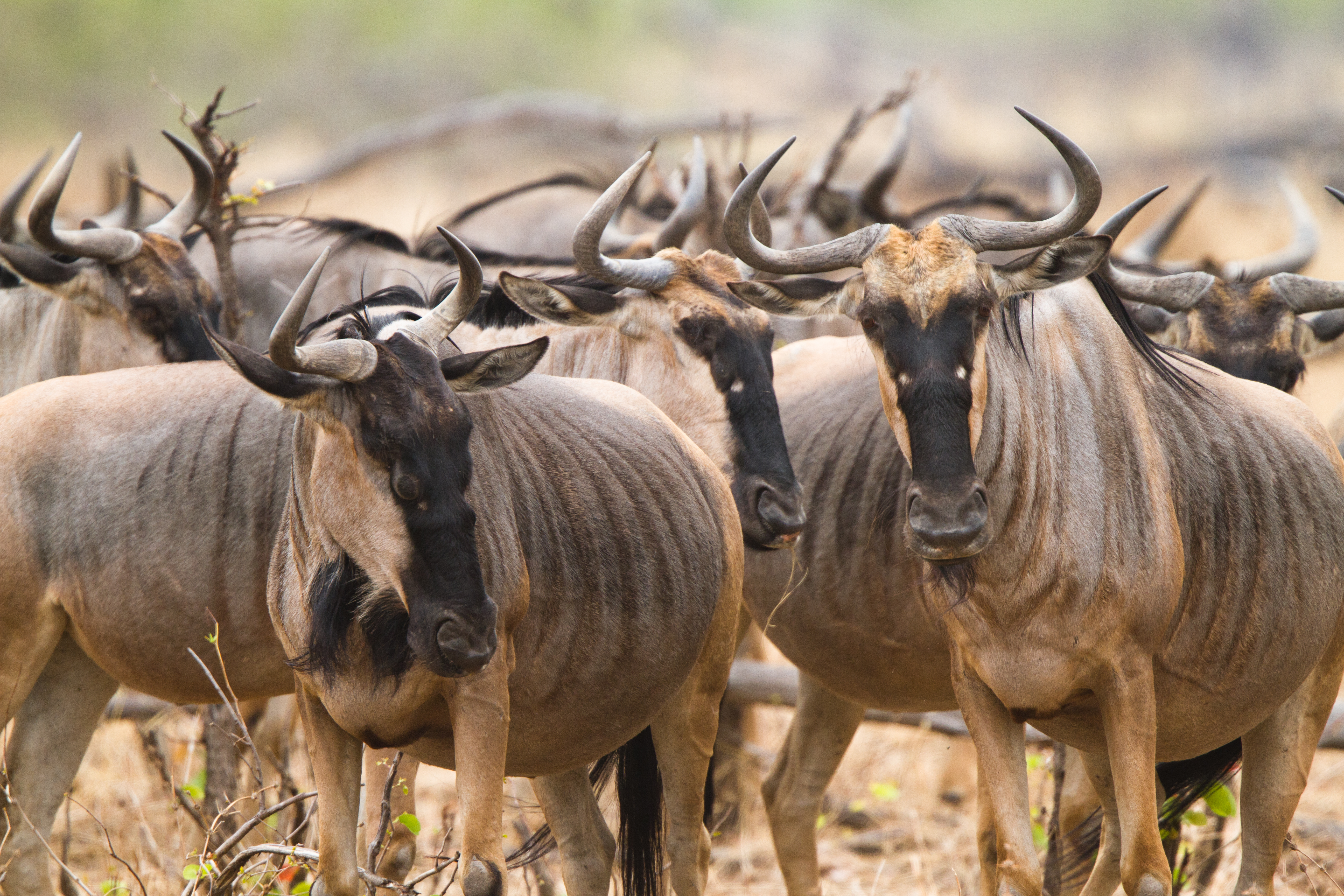
Weißbindengnus im Südluangwa-Nationalpark

## Lebensraum und Lebensweise
Das Weißbindengnu kommt in Savannen und Miombo-Waldsavannen vor. Es ernährt sich vor allem von Gräsern und frisst den ganzen Tag über und oft auch in der Nacht, je nach Jahreszeit und Verfügbarkeit der Nahrung. Im östlichen Selous-Wildreservat liegt die durchschnittlich Gruppengröße während des Höhepunkts der Trockenzeit bei neun Exemplaren, zum Höhepunkt der Regenzeit im Februar steigt die Zahl schnell auf zwanzig und nimmt danach allmählich wieder ab. Die Brunft findet im März und April statt. Zahlreiche Männchen bilden dann Reviere. Junge Männchen werden zwei Monate vor Beginn der Kalbung aus den Herden vertrieben.

## Systematik
Das Weißbindengnu wurde 1896 durch den englischen Zoologen Philip Lutley Sclater als Unterart des Streifengnus (C. taurinus) erstmals wissenschaftlich beschrieben. Bei einer Revision der Hornträger, die Colin Peter Groves und Peter Grubb im Jahr 2011 vorlegten, wurden es in den Artstatus erhoben. Kingdon und andere Autoren sehen es jedoch weiterhin als Unterart des Streifengnus an. Kingdon und Mitautoren unterscheiden die nordostsambische Population als Unterart C. taurinus cooksoni, die bei Groves und Grupp zu Connochaetes johnstoni gehört.

## Gefährdung
Das Weißbindengnu gilt als ungefährdet. Die meisten leben im tansanischen Selous-Wildreservat, wo der Bestand auf 65.000 bis 70.000 Individuen geschätzt wird. Im Mikumi-Nationalpark soll es etwa 12.000 Exemplare geben und in den Ebenen um den Luangwa in Sambia sind es wahrscheinlich 5000 bis 6000 Tiere. In Malawi ist das Weißbindengnu allerdings ausgestorben und in Mosambik gibt es nur noch wenige Exemplare.